# Chorrochó
Chorrochó är en kommun i Brasilien.   Den ligger i delstaten Bahia, i den östra delen av landet, 1 200 km nordost om huvudstaden Brasília. Antalet invånare är 10 734.
I omgivningarna runt Chorrochó växer huvudsakligen savannskog. Runt Chorrochó är det mycket glesbefolkat, med 3 invånare per kvadratkilometer.